# Mimoclystia
Mimoclystia is een geslacht van vlinders van de familie spanners (Geometridae), uit de onderfamilie Larentiinae.

## Soorten
- M. acme (Prout, 1922)
- M. achatina Prout, 1915
- M. andringitra Herbulot, 1963
- M. annulifera Warren, 1902
- M. bambusarum Herbulot, 1988
- M. bergeri (Gaede, 1915)
- M. cancellata (Warren, 1899)
- M. corticearia (Aurivillius, 1910)
- M. deplanata (de Joannis, 1913)
- M. dimorpha Herbulot, 1966
- M. edelsteni Prout, 1916
- M. eucesta Fletcher D. S., 1958
- M. euthygramma (Prout, 1921)
- M. explanata (Walker, 1862)
- M. griveaudi Herbulot, 1970
- M. lichenarum Herbulot, 1963
- M. limonias (Prout, 1933)
- M. mermera (Prout, 1935)
- M. mimetica (Debauche, 1938)
- M. pudicata (Walker, 1862)
- M. rhodopnoa (Prout, 1928)
- M. sylvicultrix Wallengren, 1872
- M. tepescens Prout, 1922
- M. thermochroa (Hampson, 1909)
- M. thorenaria (Swinhoe, 1904)
- M. toxeres Fletcher D. S., 1978
- M. undulosata Warren, 1901